# Gabriella Dorio
Gabriella Dorio, italijanska atletinja, * 27. junij 1957, Veggiano, Italija.
Nastopila je na poletnih olimpijskih igrah v letih 1976, 1980 in 1984 ter leta 1984 osvojila naslov olimpijske prvakinje v teku na 1500 m. Ob tem je dosegla četrto in osmo mesto v teku na 800 m ter četrto in šesto mesto na 1500 m. Leta 1982 je osvojila bronasto medaljo medaljo na evropskem prvenstvu v teku na 1500 m.